# Sara García Álvarez
Sara García Álvarez (Zamora, Castilla y León, 5 de febrero de 1988) es una piloto profesional de motociclismo en la categoría de rally española. Campeona del Mundo de Bajas, tricampeona de España de Rally TT y en 2016 tricampeona absoluta en el Vespa Raid Maroc, primera mujer en finalizar el Intercontinental Rally (antiguo Dakar Africano) obteniendo un 7.º puesto en la general.

## Biografía
García nació en Zamora un 5 de febrero de 1988. Hija de Antonio García y Purificación Álvarez Pérez. Creció dentro de una familia ligada al mundo de las motos y un padre del cual heredó la pasión por ellas. Desde los tres años estuvo vinculada a la motocicleta pero no es hasta los catorce cuando retoma el contacto con un aerox 50 y poco más tarde con una TZR50. Finalmente, a medida que crecía su interés por las motos, cambió a una  YZ80. Fue con su padre con quien aprendió a conducir motos en la finca familiar y por los caminos cercanos de su natal Zamora. García ha sido autodidacta en algunas de las técnicas del deporte de motociclismo, sin embargo también se ha formado con el excampeón de Europa de Motocross y piloto mundialista Mattias Nilsson y  con el piloto español Javi Fernández de los cuales aprendió técnicas que ayudaron a federarse en esta disciplina.  García estudió Ingeniería Técnico Industrial, especialidad mecánica, y se graduó en Ingeniería Mecánica por la Universidad Carlos III de Madrid. Empezó a participar en competiciones de motocross regionales pero a causa de algunas lesiones decidió incursionar en el Rally de donde rescató las anécdotas que le contaba su padre acerca de estas competiciones, anécdotas que su padre conocía de primera mano al haber trabajado en Dakar como mecánico del equipo formado por Hernández y Fernández.

## Trayectoria
García empieza su carrera en 2005 cuando practicaba en Marruecos en el Raid Desert Trophy. Sus primeras competiciones las realizó en Marruecos en el Vespa Raid Maroc. En 2016 participó en el Intercontinental Rally el cual marcó su carrera siendo la primera mujer en concluir todas las etapas concluyendo en el Lago Rosa y este fue el detonante para empezar a aspirar a una participación en el Rally Dakar. En 2017 toma contacto con el Mundial de Bajas compartiendo trazos de la competición con Joan Barreda, Nasser Al Attiyah, Orlando Terranova y Rafa Tibau consiguiendo la victoria en esta prueba.
En 2018 García, mientras se preparaba para el Dakar, sufrió tres fuertes lesiones en donde se vio afectada tanto física como psicológicamente. La tercera de esta lesiones fue una caída de unos 6 metros de altitud en el Merzouga Rally lo que provocó dos clavículas fracturadas y un pneumotorax. Tras un año de recuperación y búsqueda de patrocinadores finalmente al año siguiente volvió a correr.
En enero de 2019 consigue llegar al Rally Dakar después de la recuperación tras el accidente y siendo la primera mujer inscrita en la categoría Original, lo que significa, sin asistencia mecánica. En 2020 García consiguió finalizar el rally más duro del mundo en la categoría Original, sin asistencia.
En enero de 2022, después de haber dado positivo por Covid 19 en la primera prueba PCR y posteriormente realizar una segunda, participó en el Rally Dakar 2022 recorriendo 346 kilómetros de especial y 214 de enlace. García, partió en la 98.ª posición desde la salida de Riad, fue una de las mejores pilotos de toda la categoría de motos en los dos primeros sectores de la etapa y aunque en el resto del recorrido no mejoró sus tiempos logró situarse en la posición 70.ª. García dentro del deporte femenino en España encuentra una evolución positiva en materia de igualdad.

## Premios
- 2015: 15.º scratch Campeonato de España de Rally TT.
- 2016: Se convirtió en Campeona del Mundo de Bajas, tricampeona de España de Rally TT, tricampeona absoluta en el Vespa Raid Maroc, primera mujer en finalizar el Intercontinental Rally (antiguo Dakar Africano) obteniendo un 7.º puesto en la general.
- 2018: Campeona de España de Rally.
- 2019: 2.ª copa TT cuatro estaciones.[8]
- 2021: El 28 de noviembre ganó el Campeonato de España de Rally TT en categoría femenina tras disputarse la Baja TransAndalusía, cuya última prueba del Campeonato de España de Rally TT, junto son su compañero del equipo Pont Grup Yamaha Javier Vega, se hacen con la victoria del Campeonato de España de Rally TT, Vega en categoría absoluta y Sara García en categoría femenina.[11]
- 2021: Premio Pódium al Mejor deportista absoluto de Castilla y León convocada por la Consejería de Cultura y Turismo del Gobierno castellano leonés.[12][13][14]